# Škoda 706 RO
Škoda 706 RO (Rekonstruovaný Omnibus) — автобус, выпускаемый в Чехословакии в 1947—1958 годах. Вытеснен с конвейера моделью Škoda 706 RTO.

## Описание
Автобус Škoda 706 RO базирован на шасси Škoda 706 R. Производился как городской (с автоматическими дверями) и междугородный (с механическими дверями).
У городских автобусов изначально было так: на задней площадке были сиденья, расположенные поперечно, в остальной части салона были «скамейки». Позднее сиденья были расположены крест на крест.
В 1947 году был изготовлен один экземпляр jednodveřového (Pullman) с кожаными сиденьями с подголовниками. На задней площадке присутствовал туалет. Под салоном размещался багажник.

## Галерея

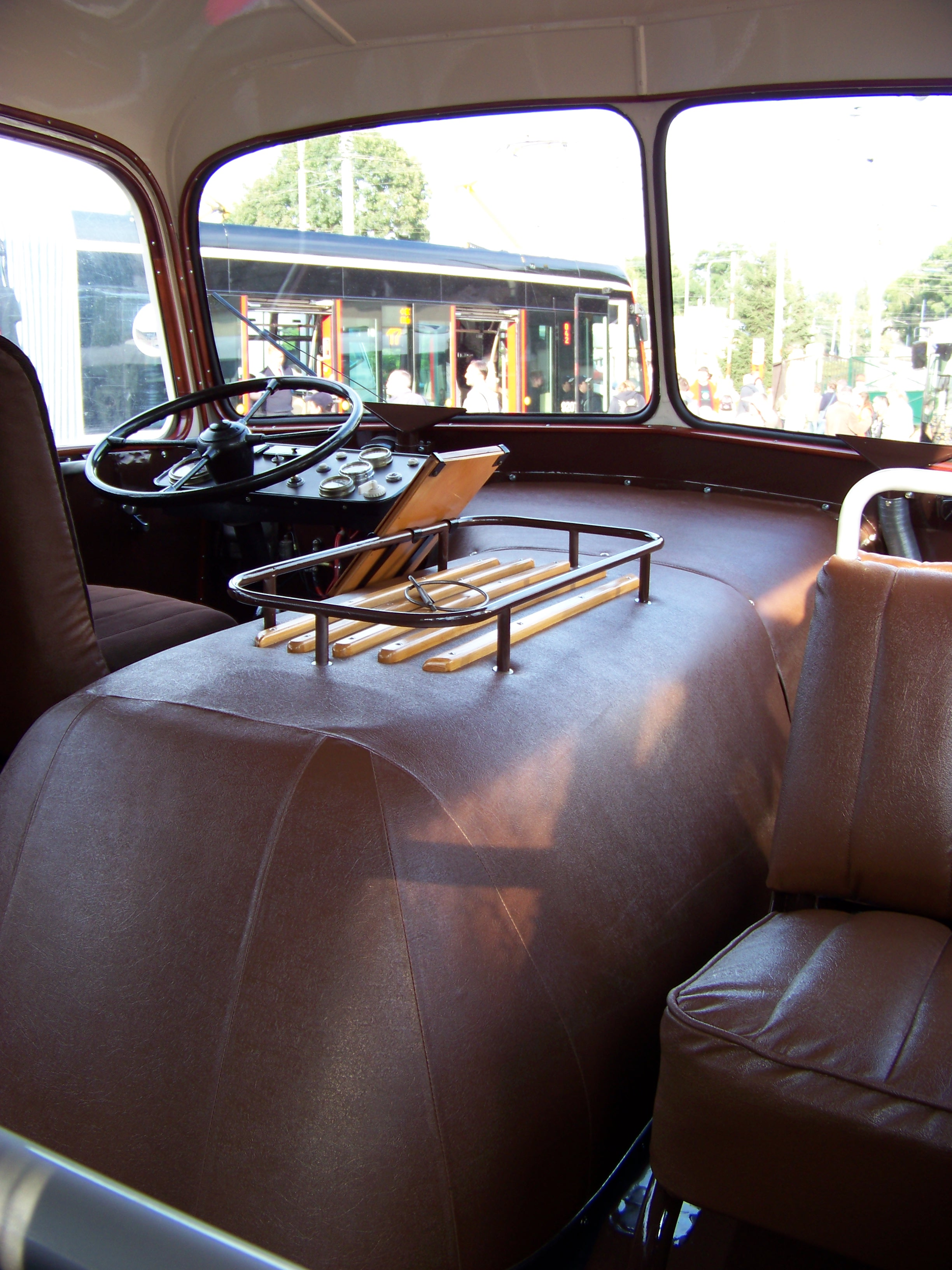
Место водителя
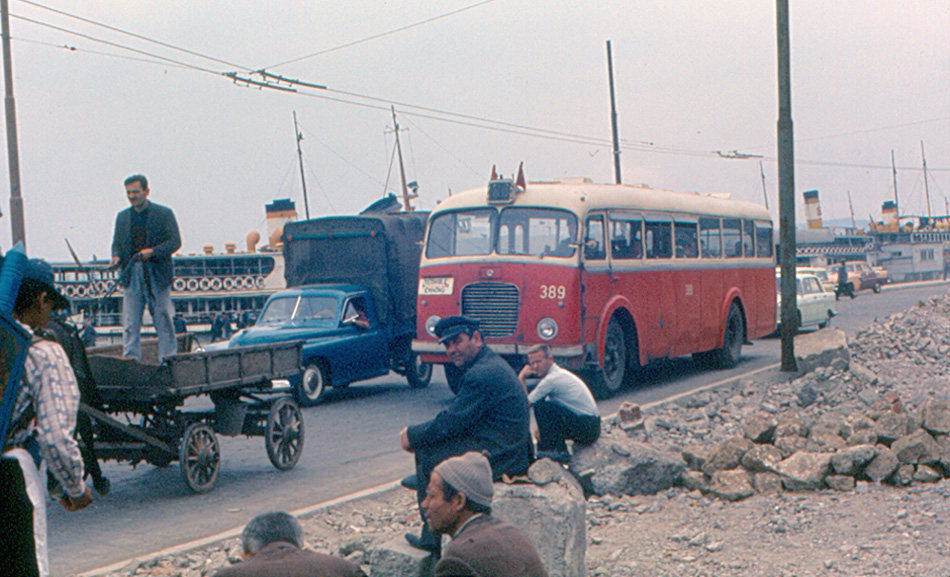
Городской автобус в Стамбуле